# 塞韦伦·库莱沙
塞韦伦·库莱沙（波蘭語：Seweryn Kulesza，1900年10月23日—1983年5月14日），波兰男子马术运动员。他曾代表波兰参加1936年夏季奥林匹克运动会马术比赛，获得团体三项赛银牌。